# Phùng Kiến Vũ
Phùng Kiến Vũ (giản thể: 冯建宇, sinh ngày 27 tháng 8 năm 1992) là một nam diễn viên và ca sĩ người Trung Quốc. Năm 2015, Phùng Kiến Vũ do tham gia diễn xuất chính trong bộ phim mạng "Nghịch tập chi ái thượng tình địch" mà chính thức ra debut. Năm 2016, phát hành mini album "Hồng", đồng thời đóng vai trò nhà sản xuất kiêm diễn viên chính trong bộ phim khoa học viễn tượng "Vô hạn đấu giới chi ám dạ song long". Năm 2017, phát hành album "Dám yêu thì đến", đồng thời đóng vai chính trong bộ phim hài "Quỷ sứ thần sai".

## Tiểu sử
Ngày 9 tháng 8 năm 2015, Phùng Kiến Vũ cùng Vương Thanh, Trần Thu Thực, Thái Chiếu hợp tác diễn xuất bộ phim mạng BL《Nghịch tập chi ái thượng tình địch》, trong bộ phim vào vai Ngô Sở Úy, một kẻ vừa nghèo vừa thất bại phản công trở thành cao phú soái, từ đó Phùng Kiến Vũ chính thức bước chân vào làng giải trí.
Ngày 16 tháng 9 năm 2015, Phùng Kiến Vũ tham gia đóng phiên ngoại 《Nghịch tập chi ái thượng tình địch》
Ngày 22 tháng 9 năm 2015, Phùng Kiến Vũ cùng Vương Thanh phát hành single 《Hạ này》, không chỉ giành được vị trí đứng đầu bảng xếp hạng ca khúc mới châu Á 4 tuần liên tiếp mà còn giữ vững vị trí này trong cả tháng 10; tháng 11.
Ngày 21/11/2015, Phùng Kiến Vũ cùng Vương Thanh lần đầu tổ chức Fanmeeting “Hạ này” tại Thiên Tân “Thanh Vũ Fanmeeting tại Thiên Tân”.</ref>
Tháng 12, Phùng Kiến Vũ được mời tham gia lễ hội chia sẻ chiến lược âm nhạc Đại Mễ, Fanmeeting Running Man Hàn Quốc tại Vũ Hán - Trung Quốc và Festival nhân vật có thái độ do Võng Dịch tổ chức.
Ngày 26/12/2015, Phùng Kiến Vũ cùng Vương Thanh tổ chức Fanmeeting "Hạ Này" lần thứ 2 tại Thành Đô.
Tháng 1 năm 2016, Phùng Kiến Vũ cùng Vương Thanh lần đầu tiên nhận được giải thưởng Nghệ sĩ có sức ảnh hưởng nhất năm tại Phồn Tinh Thịnh Điển. Cũng trong tháng đó, ngày 16/1/2016, Phùng Kiến Vũ cùng Vương Thanh tổ chức fanmeeting “Hạ này” cuối cùng tại Thâm Quyến.
Tháng 3, Phùng Kiến Vũ đảm nhận vị trí MC thảm đỏ tại lễ trao giải âm nhạc châu Á Kugou và nhận được giải thưởng Nghệ sĩ được yêu thích nhất Tinh lạc phường
Tháng 4, Phùng Kiến Vũ nhận được giải thưởng nhân vật nổi tiếng nhất của năm cùng 3 giải thưởng khác tại lễ trao giải hàng năm YinYueV-chart
Tháng 5, Phùng Kiến Vũ cùng Trương Hiểu Lâm hợp tác diễn xuất bộ phim mạng hành trình《Nhất lộ hướng nam》, trong bộ phim Phùng Kiến Vũ vào vai học bá cao lãnh Du Du, và phát hành ca khúc chủ đề phim cùng tên.
Tháng 7, Phùng Kiến Vũ cùng Vương Thanh hợp tác diễn xuất bộ phim mạng khoa học viễn tưởng 《Vô hạn đấu giới》, trong phim, diễn vai Trần Dương, một người vui vẻ, có nhiệt huyết với trò chơi giải đó, lập luận.
Tháng 8, Phùng Kiến Vũ tổ chức sinh nhật đầu tiên.
Tháng 12, Phùng Kiến Vũ phát hành single 《Cuồng tưởng》, sau đó, anh cũng phát hành single《Rừng thép》, ca khúc này cũng là ca khúc chủ đề của bộ phim mạng siêu cấp 《Thần Dương》.
Tháng 1 năm 2017, Phùng Kiến Vũ tổ chức concert năm mới đầu tiên 《Thời gian đẹp nhất - HAPPY TOGETHER》 tại Thượng Hải.
Tháng 2, Phùng Kiến Vũ tham gia diễn xuất bộ phim mạng cổ trang 《Thích khách liệt truyện 2》.
Tháng 3, Phùng Kiến Vũ thể hiện ca khúc chủ đề cho bộ phim truyền hình thanh xuân khoa học viễn tưởng 《Mỹ nam khác biệt 2》, sau đó bộ phim hài mạng "Quỷ sứ thần sai" mà Phùng Kiến Vũ đóng vai chính cũng được khai máy.
Tháng 5, Phùng Kiến Vũ phát hành album "Dám yêu thì đến".

## Hoạt động

#### Kịch tốt nghiệp Toàn Gia Phúc
Tháng 6 năm 2015, Phùng Kiến Vũ tham gia vở kịch tốt nghiệp lớn của trường đại học liên hợp Bắc Kinh Toàn Gia Phúc>. Anh đảm nhận vai nam chính Vương Mạn Đường, đặc điểm tính cách của nhân vật nam chính được anh thể hiện tinh tế và sâu sắc, nhận được nhận xét vô cùng tích cực từ thầy giáo và sinh viên. Thầy Ngô giảng dạy khoa diễn xuất Học viện Điện ảnh Bắc Kinh trong khi bình luận kịch đã nhận xét về Phùng Kiến Vũ như sau: “ Ngọc chưa mài nhưng đã tràn đầy ánh huỳnh quang, Phùng Kiến Vũ tuy vẫn còn non trẻ, nhưng qua một đoạn thời gian nữa, trải qua sự mài giũa, đánh bóng của hàng ngàn vai diễn khác nhau, lột bỏ lớp vỏ non nớt, nhất định có thể tỏa ra ánh hào quang chói mắt”.

#### Phim mạng "Nghịch Tập: Yêu phải tình địch" 2015
Tháng 5 - 6 năm 2015, Phùng Kiến Vũ tham gia đóng bộ phim mạng Nghịch tập yêu phải tình địch, được cải biên từ tiểu thuyết cùng tên. Anh đảm nhận vai nam chính Ngô Sở Úy, Phùng Kiến Vũ với vẻ ngoài đẹp trai thanh khiết và khả năng diễn xuất đặc sắc tinh tế nhanh chóng đã nhận được một lượng lớn fan hâm mộ và được nhiều người biết đến.

#### Tác phẩm Âm nhạc Hạ Này 2015
Tháng 9 năm 2015, Phùng Kiến Vũ và Vương Thanh cùng hợp tác phát hành single Hạ Này>. Hạ Này trong vòng 1 tuần đầu tiên phát hành đã đạt đến 2.9 triệu lượt nghe, 560 nghìn lượt chia sẻ, 4 tuần liên tiếp đạt giải quán quân bảng xếp hạng âm nhạc “Bài hát mới châu Á” và đạt giải quán quân tháng 10 bảng xếp hạng âm nhạc “Bài hát mới châu Á”.

## Tác phẩm

### Ca khúc đơn
| Tên ca khúc                                                                                                 | Phát hành  |
| --- | ---------- |
| Hạ này (hợp tác cùng Vương Thanh)                                                                           | 22/09/2015 |
| Nhất lộ hướng nam (Phùng Kiến Vũ trình diễn ca khúc chủ đề phim mạng 《Nhất lộ hướng nam》)                 | 21/05/2016 |
| Mỹ nam khác biệt (Ca khúc chủ đề bộ phim truyền hình thanh xuân khoa học viễn tưởng 《Mỹ nam khác biệt 2》) | 03/03/2017 |

### Album
| Album               | Phát hành  | Ngôn ngữ              | Cụ thể | Album Tracks |
| ------------------- | ---------- | --------------------- | --- | --- |
| 《Hồng》            | 13/6/2016  | Tiếng Trung phổ thông | Loại Album: EP Mô tả Album: 《Hồng》 là mini-album đầu tay của Phùng Kiến Vũ, bao gồm 3 ca khúc. Phiên bản EP đầu tiên phát hành ngày 13/6/2016. Phiên bản tiêu chuẩn phát hành ngày 29/7/2016 | - Hồng - Tình yêu vì em xuất phát - Hồng (Remix Version)                                                                                           |
| 《Dám yêu thì đến》 | 15/05/2017 | Tiếng Trung phổ thông | Loại Album: Full Album Mô tả Album: 《Dám yêu thì đến》 là album thứ hai của Phùng Kiến Vũ, bao gồm 9 ca khúc.                                                                                 | - Dám yêu thì đến - Nỗi nhớ có trọng lượng - Nhẹ nhàng - Yêu đi - Hồng - Tình yêu vì em xuất phát - Cuồng tưởng - Rừng thép - Hồng (Remix version) |

### Điện ảnh
| Công chiếu | Tên phim                           | Vai diễn          | Đạo diễn                 | Hợp tác diễn xuất                       |
| ---------- | ---------------------------------- | ----------------- | ------------------------ | --------------------------------------- |
| 6/2015     | Nghịch tập chi ái thượng tình địch | Ngô Sở Úy         | Vương Tinh Thần, An Bằng | Vương Thanh, Trần Thu Thực, Thái Chiếu  |
| 5/2016     | Nhất lộ hướng nam                  | Du Du             | Đàm Mân                  | Trương Hiểu Lâm, Cathy                  |
| 2016       | Vô hạn đấu giới                    | Ma Tước           | Lưu Phương Kỳ            | Vương Thanh                             |
| 2017       | Thích khách liệt truyện 2          | Tá Dịch           | Hà Thụ Bồi               | Triệu Chí Vỹ, Tra Kiệt, Chu Tiền,.....  |
| 2017       | Quỷ sứ thần sai                    | Tiêu Dật          |                          | Bành Bột, Vương Uẩn Phàm, Đào Tư Nghiêm |
| 2017       | Thần Dương                         | Thẩm Ngọc         |                          | Thái Trí Thần, Dương Đông Thanh,...     |
| 2018       | Tân Bạch nương tử truyền kỳ        | Trương Ngọc Đường |                          | Vu Mông Lung, Cúc Tịnh Y,...            |

## Concert
| Thời gian tổ chức | Tên Concert                                           | Tổng số |
| ----------------- | ----------------------------------------------------- | ------- |
| Năm 2017          | "Thời gian đẹp nhất - Happy Together" Concert năm mới | 1 buổi  |

## Chương trình giải trí
| Thời gian phát sóng | Tên chương trình                    | Giới thiệu tóm tắt                                                                                                   |
| ------------------- | ----------------------------------- | --- |
| 11/09/2015          | Làm khách Võng Dịch đát đát         | Phỏng vấn Võng Dịch                                                                                                  |
| 29/10/2015          | Phỏng vấn Ngẫu Phác                 | Phỏng vấn về single Hạ Này                                                                                           |
| 30/10/2015          | Khốc Cẩu tinh lạc phường            | Trò chuyện về hậu trường của single《Hạ này》                                                                        |
| 18/12/2015          | Đại bài đối Vương Bài (Season 1)    | Làm khách mời của chương trình                                                                                       |
| 29/12/2015          | Âm duyệt đại khách                  | Trò chuyện về những chuyện thú trong quá trình quay single《Hạ này》                                                 |
| 27/05/2016          | Khốc Cẩu tinh lạc phường            | Trò chuyện về bộ phim 《Nhất lộ hướng nam》                                                                          |
| 23/07/2016          | Một tỷ ba decibel                   | Làm khách mời của chương trình                                                                                       |
| 18/08/2016          | Ngẫu tích ca thần a (Season 3)      | Làm khách mời của chương trình                                                                                       |
| 22/10/2016          | Món quà của những vì sao (Season 2) | Chương trình công ích của đài An Huy, thông qua trả lời câu hỏi giúp đối tượng giành chiến thượng, nhận quỹ công ích |
| 28/10/2016          | Đại bài đối Vương Bài (Season 4)    | Làm khách mời của chương trình                                                                                       |
| 20/04/2017          | in Hùng Liên Minh                   | Làm khách mời của chương trình                                                                                       |
| 28/10/2017          | Đêm hoa tiêu                        | Ban giám khảo |

## Chụp hình tạp chí
| Đợt phát hành | Tên tạp chí              | Đánh dấu               |
| ------------- | ------------------------ | ---------------------- |
| 12/2015       | Thế giới âm nhạc Easy    | Trang bên trong        |
| 02/2016       | Thế giới âm nhạc Easy    | Bìa và trang bên trong |
| 07/2016       | SoCooL                   | Bìa và trang bên trong |
| 12/2016       | Tiểu Tư CHIC             | Trang bên trong        |
| 12/2016       | Thế giới âm nhạc Easy    | Bìa và trang bên trong |
| 12/2016       | Tuần san giải trí Nam Đô | Bìa và trang bên trong |
| 05/2017       | Thời trang·COSMOPOLITAN  | Trang bên trong        |
| 06/2017       | Bạn gái học đường/CUTE   | Bìa và trang bên trong |
| 07/2017       | Tiên chanh phái          | Bìa và trang bên trong |
| 12/2017       | K-MEDIA全新娱乐          | Bìa và trang bên trong |
| 01/2018       | Awake                    | Bìa và trang bên trong |

## Giải thưởng

### Giải thưởng âm nhạc
- 29/03/2016 Lễ trao giải âm nhạc châu Á Kugou lần thứ 2: “Giải thưởng nghệ sĩ được yêu thích nhất Tinh lạc phường”
- 09/04/2016 Âm nhạc Phong Vân bảng lần thứ 16: “Giải thưởng ca khúc hòa âm được yêu thích nhất”
- 10/04/2016 Lễ trao giải YinYueV-chart lần thứ 4  “ Giải thưởng nghệ sĩ mới xuất sắc nhất”  “Giải thưởng ca sĩ được yêu thích nhất trong nước”  “Giải thưởng nghệ sĩ được yêu thích nhất trong đêm trao giải”
- 27/09/2016 Lễ trao giải Bảng xếp hạng âm nhạc Châu Á hàng năm lần thứ 1: "Giải thưởng Top 10 kim khúc hàng năm"
- 16/12/2016 Lễ trao giải Âm nhạc người Hoa toàn cầu Kình Ca Vương lần thứ 11:  "Giải thưởng Tân nhân vương hàng năm"  "Giải thưởng Kim khúc quốc ngữ"
- 07/05/2017 Lễ trao giải Music Radio Nhạc pop toàn cầu hàng năm: "Giải thưởng Nghệ sĩ mới được hoan nghênh nhất hàng năm"
- 29/11/2017 ASIA Music Festival: “Giải nam ca sỹ triển vọng nhất”

### Giải thưởng chương trình bảng xếp hạng âm nhạc
- 04/09/2016 Quán quân Bảng xếp hạng thần tượng Châu Á AiBB kì 8
- 24/09/2016 Quán quân Toàn cầu âm nhạc Trung Quốc kì 29
- 27/08/2017 Ca khúc Hồng lọt vào bảng 10 đại kim khúc hàng nam của bảng xếp hạng ca khúc mới Châu Á

### Giải thưởng kết hợp
- 10/01/2016 Liên hoan Fanxing lần thứ 2: "Giải thưởng nghệ sĩ có sức thu hút nhất hàng năm"
- 25/12/2016 Liên hoan video di động Phong Vân "Giải thưởng ngôi sao thực lực hàng năm"